# Setophaga occidentalis
Setophaga occidentalis là một loài chim trong họ Parulidae.